# Plasa Arad, județul Arad
Plasa Arad a fost o unitate administrativă, o sub-diviziune administrativă de ordin doi, din cadrul județul Arad (interbelic), cu reședința în municipiul Arad.

## Descriere
Plasa Arad a funcționat între anii 1918-1950. Prin Legea nr. 5 din 6 septembrie 1950 au fost desființate județele și plășile din țară, pentru a fi înlocuite cu regiuni și raioane, unități administrative organizate după model sovietic.

## Alte articole
- Județul Arad (interbelic)
- Plasa Arad
- Plasa Aradul-Nou
- Plasa Chișineu-Criș
- Plasa Hălmagiu
- Plasa Ineu
- Plasa Pecica
- Plasa Radna
- Plasa Sebiș
- Plasa Sfânta Ana
- Plasa Șiria